# Postulat (zakon)
Postulat (łac. postulare – żądać, wymagać) – pierwszy okres życia we wspólnocie zakonnej, poprzedzający nowicjat. Postulat może trwać od kilku tygodni do 2 lat. Służy postulantom do poznania zakonu i wciągnięcia się do życia zakonnego. W związku z tym, że postulant lub postulantka nie składają żadnych przyrzeczeń, mogą w każdej chwili przerwać postulat i opuścić wspólnotę bez żadnych konsekwencji. Bezpośrednio po postulacie rozpoczyna się nowicjat.
Choć Kodeks prawa kanonicznego nie wspomina o postulacie, jego istnienie i formę reguluje prawo własne zakonów.
Inna nazwa postulatu to prenowicjat od łac. pre, czyli "przed".